# Rifugio Giovanni Bertacchi
Il rifugio Giovanni Bertacchi (2.175 m s.l.m.) è un rifugio situato nel comune di Madesimo (SO) nelle Alpi del Platta (Alpi Retiche occidentali) in valle Spluga.

## Caratteristiche
È collocato nei pressi del lago Emet e poco sotto il passo di Niemet.
È intitolato a Giovanni Bertacchi, poeta della Valchiavenna.

## Accesso
L'accesso può avvenire partendo dal lago di Montespluga e contornando il Piz Spadolazzo.
In alternativa si può partire da  Macolini, località di Madesimo.

## Ascensioni
- Piz Timun - 3.209 m
- Piz della Palù - 3.179 m
- Pizzo Suretta - 3.027 m
- Pizzo Mater - 3.023 m
- Piz Spadolazzo - 2.722 m

## Traversate
- Rifugio Chiavenna - 2.044 m - per il  passo Sterla